# 空気塞栓
空気塞栓（くうきそくせん）は、ガス塞栓とも呼ばれ、循環器系内の空気または他の気体の、1つまたは複数の気泡によって引き起こされる血管の閉塞である。空気は、外科的処置、肺の過膨張による損傷(圧外傷)、減圧症、および他のいくつかの原因において循環系に引き込まれる可能性がある。空気塞栓症は、特に水ストレスに冒されている維管束植物の木部でも発生することがある。
ダイバーは、肺の過膨張傷害の結果として、動脈ガス塞栓症を発症することがある。肺の圧外傷により肺の静脈系に入り込んだ呼吸ガスは、肺胞毛細血管に捕捉されず、結果として全身動脈を通って全身に循環し、塞栓の危険性が高くなる。減圧によって生じる不活性ガスの気泡は、一般に不活性ガス濃度が最も高い体循環の静脈側で形成されるが、これらの気泡は通常、肺の毛細血管に捕捉され、症状を引き起こすことなく排出される。卵円孔開存を通って全身循環に移行した場合、脳梗塞の原因となる脳、心筋虚血の原因となる冠状動脈毛細血管、またはその他の組織に留まる可能性があるが、通常、その影響はそれほど重大ではない。応急処置としては、可能な限り高濃度の酸素を投与し、ショック状態を治療した後、病院に搬送し、高圧酸素療法を行うことが最終的な治療法となる。